# Anzhelika Savrayuk
Anzhelika Savrayuk est une gymnaste rythmique ukrainienne naturalisée italienne née le 23 août 1989 à Loutsk (RSS d'Ukraine).

## Biographie
Anzhelika Savrayuk est médaillée de bronze olympique du concours des ensembles à Londres, avec ses coéquipières Romina Laurito, Marta Pagnini, Andreea Stefanescu, Elisa Blanchi et Elisa Santoni.